# Carabalade de Noël
Carabalade de Noël er et motorcykeloptog, der har fundet sted i Paris siden 2002. Optoget er organiseret af foreningen Caramotards, som er en løst sammensat gruppe af franske motorcyklister. Optoget finder sted som støtte for Œuvre des Pupilles pour les Orphelins des sapeurs-pompiers de France, som er en velgørende forening, der støtter børn, hvis forældre er omkommet som følge at deres arbejde som brandfolk. Optoget slutter ved Eiffeltårnet, hvor der bliver delt gaver ud til børnene. 
Siden optoget første gang fandt sted, har det udviklet sig enormt. Oprindeligt var det kun en gruppe venner, der ville organisere en natlig køretur til Paris' monumenter i anledning af julen. Efterfølgende blev flere foreninger kontaktet, for at finde en værdig sag at støtte. To organisationer blev valgt Pupilles de la police de Paris og ODP (œuvre des pupilles). I dag er optoget stadig en lejlighed for motorcykelfolket til at køre rundt i Paris med sine venner klædt ud som julemanden, samtidig med at man støtter et godt formål.
Igennem alle årene er det den samme rute der er blevet fulgt. Normalt finder begivenheden sted torsdagen for jul.

## Udgaver
- 2002 : den første udgave, der gav Caramotards mulighed for at finde en rute og overveje et formål. Der var 20 deltager denne første gang.
- 2003 : omkring 80 personer deltog i denne anden udgave. environ 80 personnes participent lors de cette deuxième édition (motocykelgruppen Fazerman var med til at øge antallet).
- 2004 : omkring 90 personer[1] kørte forklædte som père og mère Noël igennem Paris' gader.
- 2005 : denne nye festlighed begyndte at tiltrække motorcyklister fra hele Île-de-France .
- 2006 : paraden fandt sted 14. december 2006 og tiltrak 700 motorcyklister[2].
- 2007 : denne gang fandt den sted den 20. december og antallet af deltagere passerede de 1.000.
- 2008 : også i 2008 fandt det sted den 20. december, men dårliogt vejr holdt mange hjemme.
- 2009 : for første gang støttede optoget Pupilles des Pompiers et des Orphelins de la Police og fandt sted torsdat den 17. december.
- 2010 : denne udgave fandt sted den 16. december.
- 2011 : udgaven fandt sted den 15. december og blev dækket af motorcykelpressen[3] og vist på internettet.[4].
- 2012 : 10 års jubilæet fandt sted den 13. december.
- 2021: Planlagt til 16. december.[5]

## Ruten som den fastlægges af præfekturet
- Man samles på pladsen foran Bercy Arena
- Place du Bataillon-du-Pacifique
- Rue de Bercy
- Rue de Rambouillet
- Avenue Daumesnil
- Place de la Bastille
- Boulevard Beaumarchais
- Boulevard des Filles-du-Calvaire
- Boulevard du Temple
- Place de la République
- Boulevard Saint-Martin
- Boulevard de Bonne-Nouvelle
- Boulevard Poissonnière
- Boulevard Montmartre
- Boulevard Haussmann
- Rue Tronchet
- Place de la Madeleine
- Rue Royale
- Place de la Concorde (15 minutters pause)
- Avenue des Champs-Élysées
- Place Charles-de-Gaulle
- Avenue d'Iéna
- Avenue des Nations-Unies
- Place de Varsovie
- Pont d'Iéna
- Samling foran Eiffeltårnet

## Konceptet
Konceptet er hurtigt blevet kopieret udover resten af Franskrig.
I Agen, køres der til støtte for Restos du Cœur og der blev lkørt første gang i 2010.
I Montpellier, køres der til fordel for børn indlagt på univesitetshospitaler. Man har kørt siden 2007 under navnet Balade de Noël.
I Poitiers har man siden 2010 kørt for samme formål som i Paris.
I Toulouse køres der til fordel for Restos du Cœur, hvilket man har gjort siden 2009 organiseret af association des Motards au Grand Cœur.
I Tours er det til fordel for foreningen Les soleils de Quentin at man siden 2009 har kørt turen
I Brest kører man ikke til fordel for et velgørende formål, men deler i stedet karameller ud til børnene. 
Skikken har også bredt sig til udlandet, således har man siden 2004 haft et tilsvarende arrangement i Bristol til støtte for børn, der ligger på hospitalet, ligeledes har man kørt i Beograd siden 2007.